# Camylofin
Camylofin là một thuốc kháng muscarinic.
Camylofin là một chất làm giãn cơ trơn với cả tác dụng kháng cholinergic cũng như tác dụng làm trơn cơ trực tiếp. Tác dụng kháng cholinergic được tạo ra bằng cách ức chế sự liên kết của acetylcholine với các thụ thể muscarinic, nhưng hành động này ít rõ rệt hơn. Thư giãn cơ trơn trực tiếp đạt được bằng cách ức chế phosphodiesterase loại IV, dẫn đến tăng AMP tuần hoàn và cuối cùng làm giảm calci cytosolic. Do đó camylofin có tác dụng toàn diện để làm giảm co thắt cơ trơn. Nó được sử dụng để điều trị đau dạ dày ở trẻ sơ sinh và trẻ em. Thông thường nó được dùng kết hợp với paracetamol để điều trị đau dạ dày, cũng như pyrexia.